# Richland (Míchigan)
Richland es una villa ubicada en el condado de Kalamazoo, Míchigan, Estados Unidos. Tiene una población estimada, a mediados de 2021, de 947 habitantes.

## Geografía
La localidad está ubicada en las coordenadas 42°22′18″N 85°27′29″O / 42.37167, -85.45806. Según la Oficina del Censo de los Estados Unidos, tiene una superficie de 2.63 km² de tierra y 0.001 km² de agua.

## Demografía
Según el censo de 2020, en ese momento había 946 personas residiendo en Richland. La densidad de población era de 359.70 hab./km². El 92.28% de los habitantes eran blancos, el 1.37% eran afroamericanos, el 1.16% eran amerindios, el 1.16% eran asiáticos, el 0.85% eran de otras razas y el 3.17% eran de una mezcla de razas. Del total de la población, el 1.90% eran hispanos o latinos de cualquier raza.